# Club Italia 2015-2016 (pallavolo femminile)
Questa voce raccoglie le informazioni riguardanti il Club Italia nelle competizioni ufficiali della stagione 2015-2016.

## Stagione

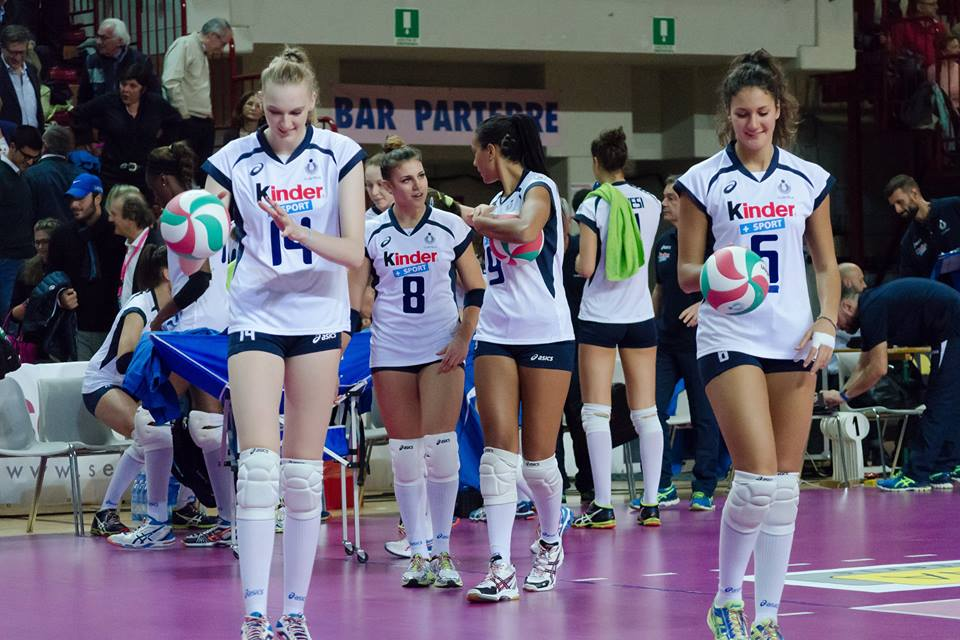
Il Club Italia durante il cambio di campo

La stagione 2015-16 è per il Club Italia la prima in Serie A1: la squadra viene ripescata nel massimo campionato per volere della Federazione Italiana Pallavolo, a cui appartiene. Come allenatore viene scelte il CT della Nazionale Marco Bonitta coadiuvato da Cristiano Lucchi, mentre la rosa della squadra rimane quasi completamente la stessa rispetto all'annata precedente con gli unici inserimenti di Ilaria Bonvicini, Simona Minervini e Elisa Zanette al posto di Giulia Bartesaghi, Aurora Camperi, Noura Mabilo, Beatrice Tenti, Giorgia Zannoni; tra le confermate Alessia Orro, Paola Egonu, Beatrice Berti, Ofelia Malinov, Anna Danesi e Anastasia Guerra.
Nel prime cinque giornate di campionato il Club Italia colleziona esclusivamente sconfitte, conquistando un solo punto nella sfida persa al tie-break contro il Promoball Volleyball Flero: la prima vittoria arriva alla sesta giornata, in trasferta, per 3-0, contro il Neruda Volley, seguita da un altro successo nella giornata successiva ai danni del Volley Bergamo. Dopo uno stop subito dall'Imoco Volley, la squadra federale vince altre due partite consecutivamente per poi perdere le ultime due del girone di andata, chiudendo al decimo posto in classifica, non utile per qualificarsi alla Coppa Italia. Il girone di ritorno si apre con tre sconfitte di fila prima del successo per 3-2 sulla squadra di Flero: nel resto della regular season in Club Italia vincerà solamente contro il Neruda Volley alla ventesima giornata e l'Obiettivo Risarcimento Volley alla ventiquattresima giornata, finendo all'undicesimo posto in classifica, fuori dalla zona dei play-off scudetto.

## Organigramma societario
Area direttiva
- Presidente: Carlo Magri

Area tecnica
- Allenatore: Marco Bonitta, Cristiano Lucchi
- Allenatore in seconda: Michele Fanni
- Scout man: Massimiliano Taglioli

Area sanitaria
- Medico: Ugo Strada
- Preparatore atletico: Maurizio Gardenghi
- Fisioterapista: Moreno Mascheroni

## Rosa
| N° | Nome              | Ruolo | Data di nascita  | Nazionalità sportiva |
| -- | ----------------- | ----- | ---------------- | -------------------- |
| 1  | Ilaria Bonvicini  | S     | 28 dicembre 1997 | Italia               |
| 4  | Ofelia Malinov    | P     | 29 febbraio 1996 | Italia               |
| 5  | Ilaria Spirito    | L     | 20 febbraio 1994 | Italia               |
| 6  | Sofia D'Odorico   | S     | 6 gennaio 1997   | Italia               |
| 7  | Paola Egonu       | S/O   | 18 dicembre 1998 | Italia               |
| 8  | Alessia Orro      | P     | 18 luglio 1998   | Italia               |
| 9  | Vittoria Piani    | C     | 12 febbraio 1998 | Italia               |
| 11 | Anna Danesi       | C     | 20 aprile 1996   | Italia               |
| 12 | Anastasia Guerra  | S     | 15 ottobre 1996  | Italia               |
| 14 | Alexandra Botezat | C     | 3 agosto 1998    | Italia               |
| 15 | Beatrice Berti    | C     | 12 gennaio 1996  | Italia               |
| 16 | Simona Minervini  | L     | 27 agosto 1994   | Italia               |
| 18 | Elisa Zanette     | S/O   | 17 dicembre 1996 | Italia               |

## Mercato
| Acquisti | Acquisti         | Acquisti      | Acquisti   |
| R.       | Nome             | da            | Modalità   |
| -------- | ---------------- | ------------- | ---------- |
| S        | Ilaria Bonvicini | Amatori Orago | definitivo |
| L        | Simona Minervini | New Libertas  | definitivo |
| S/O      | Elisa Zanette    | AGIL          | definitivo |

| Cessioni | Cessioni          | Cessioni          | Cessioni   |
| R.       | Nome              | a                 | Modalità   |
| -------- | ----------------- | ----------------- | ---------- |
| S        | Giulia Bartesaghi | AGIL              | definitivo |
| S        | Aurora Camperi    | Mondovì           | definitivo |
| C        | Noura Mabilo      | AGIL              | definitivo |
| S        | Beatrice Tenti    | Pro Patria Milano | definitivo |
| S        | Giorgia Zannoni   | AGIL              | definitivo |

## Risultati

### Serie A1

#### Girone di andata
| 2ª giornata - 25 ottobre 2015 PalaTerdoppio, Novara                 | AGIL                   | 3 - 1 | Club Italia     | 25-21, 25-16, 23-25, 25-23        |
| 3ª giornata - 1º novembre 2015 PalaYamamay, Busto Arsizio           | Club Italia            | 1 - 3 | River           | 19-25, 31-29, 16-25, 15-25        |
| 4ª giornata - 4 novembre 2015 PalaPanini, Modena                    | LJ                     | 3 - 0 | Club Italia     | 25-18, 25-18, 25-15               |
| 5ª giornata - 8 novembre 2015 PalaGeorge, Montichiari               | Flero                  | 3 - 2 | Club Italia     | 19-25, 25-15, 18-25, 26-24, 15-9  |
| 6ª giornata - 15 novembre 2015 PalaYamamay, Busto Arsizio           | Club Italia            | 0 - 3 | Savino Del Bene | 12-25, 12-25, 17-25               |
| 7ª giornata - 22 novembre 2015 PalaResia, Bolzano                   | Neruda                 | 0 - 3 | Club Italia     | 18-25, 22-25, 23-25               |
| 8ª giornata - 29 novembre 2015 PalaYamamay, Busto Arsizio           | Club Italia            | 3 - 2 | Bergamo         | 25-20, 27-25, 22-25, 13-25, 15-13 |
| 9ª giornata - 2 dicembre 2015 PalaVerde, Villorba                   | Imoco                  | 3 - 0 | Club Italia     | 25-21, 25-23, 25-20               |
| 10ª giornata - 6 dicembre 2015 PalaYamamay, Busto Arsizio           | Club Italia            | 3 - 0 | San Casciano    | 25-15, 25-17, 25-23               |
| 11ª giornata - 13 dicembre 2015 Palasport Città di Vicenza, Vicenza | Obiettivo Risarcimento | 1 - 3 | Club Italia     | 25-21, 20-25, 23-25, 24-26        |
| 12ª giornata - 19 dicembre 2015 PalaYamamay, Busto Arsizio          | Busto Arsizio          | 3 - 0 | Club Italia     | 25-18, 25-20, 25-13               |
| 13ª giornata - 22 dicembre 2015 PalaYamamay, Busto Arsizio          | Club Italia            | 2 - 3 | Casalmaggiore   | 13-25, 25-22, 25-22, 15-25, 13-15 |

#### Girone di ritorno
| 15ª giornata - 24 gennaio 2016 PalaYamamay, Busto Arsizio         | Club Italia     | 0 - 3 | Asystel                | 23-25, 18-25, 18-25               |
| 16ª giornata - 30 gennaio 2016 PalaBanca, Piacenza                | River           | 3 - 1 | Club Italia            | 25-19, 21-25, 25-16, 25-23        |
| 17ª giornata - 2 febbraio 2016 PalaYamamay, Busto Arsizio         | Club Italia     | 0 - 3 | LJ                     | 19-25, 15-25, 18-25               |
| 18ª giornata - 6 febbraio 2016 PalaYamamay, Busto Arsizio         | Club Italia     | 3 - 2 | Flero                  | 25-21, 21-25, 25-21, 23-25, 15-10 |
| 19ª giornata - 14 febbraio 2016 Palazzetto dello Sport, Scandicci | Savino Del Bene | 3 - 0 | Club Italia            | 25-23, 25-16, 25-21               |
| 20ª giornata - 21 febbraio 2016 PalaYamamay, Busto Arsizio        | Club Italia     | 3 - 1 | Neruda                 | 25-17, 25-23, 23-25, 25-17        |
| 21ª giornata - 28 febbraio 2016 PalaNorda, Bergamo                | Bergamo         | 3 - 0 | Club Italia            | 25-13, 25-20, 25-20               |
| 22ª giornata - 2 marzo 2016 PalaYamamay, Busto Arsizio            | Club Italia     | 0 - 3 | Imoco                  | 17-25, 17-25, 23-25               |
| 23ª giornata - 6 marzo 2016 Nelson Mandela Forum, Firenze         | San Casciano    | 3 - 1 | Club Italia            | 25-15, 25-19, 18-25, 25-17        |
| 24ª giornata - 13 aprile 2016 PalaYamamay, Busto Arsizio          | Club Italia     | 3 - 2 | Obiettivo Risarcimento | 17-25, 13-25, 25-23, 25-22, 15-13 |
| 25ª giornata - 26 marzo 2016 PalaYamamay, Busto Arsizio           | Club Italia     | 1 - 3 | Busto Arsizio          | 22-25, 25-22, 20-25, 22-25        |
| 26ª giornata - 2 aprile 2016 PalaRadi, Cremona                    | Casalmaggiore   | 3 - 1 | Club Italia            | 17-25, 26-24, 25-17, 25-20        |

## Statistiche

### Statistiche di squadra
| Competizione | Punti | In casa | In casa | In casa | In trasferta | In trasferta | In trasferta | Totale | Totale | Totale |
| Competizione | Punti | G       | V       | P       | G            | V            | P            | G      | V      | P      |
| ------------ | ----- | ------- | ------- | ------- | ------------ | ------------ | ------------ | ------ | ------ | ------ |
| Serie A1     | 20    | 12      | 5       | 7       | 12           | 2            | 10           | 24     | 7      | 17     |
| Totale       | -     | 12      | 5       | 7       | 12           | 2            | 10           | 24     | 7      | 17     |

G = partite giocate; V = partite vinte; P = partite perse

### Statistiche dei giocatori
| Giocatore    | Serie A1 | Serie A1 | Serie A1 | Serie A1 | Serie A1 | Totale | Totale | Totale | Totale | Totale |
| Giocatore    | P        | PT       | AV       | MV       | BV       | P      | PT     | AV     | MV     | BV     |
| ------------ | -------- | -------- | -------- | -------- | -------- | ------ | ------ | ------ | ------ | ------ |
| B. Berti     | 24       | 146      | 84       | 54       | 8        | 24     | 146    | 84     | 54     | 8      |
| I. Bonvicini | 15       | 0        | 0        | 0        | 0        | 15     | 0      | 0      | 0      | 0      |
| A. Botezat   | 6        | 3        | 1        | 1        | 1        | 6      | 3      | 1      | 1      | 1      |
| S. D'Odorico | 23       | 107      | 97       | 5        | 5        | 23     | 107    | 97     | 5      | 5      |
| A. Danesi    | 24       | 186      | 108      | 70       | 8        | 24     | 186    | 108    | 70     | 8      |
| P. Egonu     | 22       | 327      | 275      | 24       | 28       | 22     | 327    | 275    | 24     | 28     |
| A. Guerra    | 19       | 234      | 201      | 18       | 15       | 19     | 234    | 201    | 18     | 15     |
| O. Malinov   | 23       | 41       | 28       | 10       | 3        | 23     | 41     | 28     | 10     | 3      |
| S. Minervini | 5        | -        | -        | -        | -        | 5      | -      | -      | -      | -      |
| A. Orro      | 24       | 43       | 18       | 17       | 8        | 24     | 43     | 18     | 17     | 8      |
| V. Prandi    | 20       | 133      | 114      | 11       | 8        | 20     | 133    | 114    | 11     | 8      |
| I. Spirito   | 24       | -        | -        | -        | -        | 24     | -      | -      | -      | -      |
| E. Zanette   | 22       | 146      | 131      | 6        | 9        | 22     | 146    | 131    | 6      | 9      |

P = presenze; PT = punti totali; AV = attacchi vincenti; MV = muri vincenti; BV = battute vincenti